# Adolf Eduard Marschner
Sebastian Adolf Eduard Marschner (* 5. März 1819 in Grünberg, Schlesien; † 9. September 1853 in Leipzig) war ein deutscher Komponist.

## Leben
Adolf Eduard Marschner war Neffe des bekannteren Komponisten Heinrich Marschner. Im Jahr 1831 nahm er an der Universität Leipzig ein Studium der Rechtswissenschaften auf, das er nach einem Jahr aufgab, um sich ganz der Tonkunst zu widmen. Nach einer privaten Musikausbildung war Marschner als Gesangs- und Klavierlehrer in Leipzig tätig. 
Im Jahr 1840 wurde Marschner in die Leipziger Freimaurerloge Minerva zu den drei Palmen aufgenommen; er war einige Zeit später in seiner Loge als Musikmeister tätig.
Im Bereich der Vokalmusik erschienen von Marschner etwa 30 klavierbegleitete Sololieder und in geringerem Umfang Lieder für Männerchor, von denen die Vaterlandslieder „Und hörst du das mächtige Klingen“, „Gute Nacht“ und „Das Königslied“ besondere Popularität erlangten. Daneben komponierte er einige Stücke für Klavier.
Mit Ludwig Richter hat er um 1844–47 zwei Liederbücher publiziert: Alte und neue Studenten-Lieder und Alte und neue Volks-Lieder.